# Sävsjö distrikt
Sävsjö distrikt är ett distrikt i Sävsjö kommun och Jönköpings län. 
Distriktet ligger i och omkring Sävsjö.

## Tidigare administrativ tillhörighet
Distriktet inrättades 2016 och utgörs av en del av området som Sävsjö stad omfattade till 1971, delen som utgjorde staden före 1952, och före 1947 utgjorde socknarna Norra Ljunga och Vallsjö.
Området motsvarar den omfattning Sävsjö församling hade vid årsskiftet 1999/2000 och som den fick 1947 när socknarnas församlingar gick samman.